# Kenneth Bjerre
Kenneth Bjerre, właśc. Kenneth Bjerre Jensen (ur. 24 maja 1984 w Esbjergu) – duński żużlowiec.

## Życiorys

### Kariera sportowa
Licencję żużlową posiada od roku 2000. W roku 2002 zdobył w Dyneburgu tytuł wicemistrza, a w 2003 w Pocking tytuł mistrza Europy juniorów. Rok później wywalczył we Wrocławiu srebrny medal mistrzostw świata juniorów.
Czterokrotnie (w latach 2000, 2003, 2004 i 2005) zajął I miejsca w finałach młodzieżowych indywidualnych mistrzostw Danii, poza tym siedmiokrotnie zdobył medale indywidualnych mistrzostwach Danii: 2 złote (2010, 2019), 3 srebrne (2009, 2013, 2016) oraz 2 brązowe (2004, 2006). Od roku 2003 jest podstawowym zawodnikiem reprezentacji Danii, w jej barwach zdobywając trzy medale Drużynowego Pucharu Świata: srebrny (2007) oraz dwa brązowe (2004, 2005).
W latach 2005 i 2006 był rezerwowym w cyklu Grand Prix IMŚ na żużlu. W 2005 roku wystartował w dwóch turniejach (w GP Szwecji oraz GP Słowenii) i w klasyfikacji generalnej zajął XVII miejsce, a w 2006 wystąpił tylko w GP Danii i sklasyfikowany został na XXII pozycji. W 2007 wystąpił z "dziką kartą" w GP Danii, zajmując VI miejsce. W turnieju eliminacji do Grand Prix w Zielonej Górze zajął pierwsze miejsce i awansował do Grand Prix na rok 2009. 8 maja 2010 roku w Grand Prix Szwecji, rozgrywanym na stadionie Ullevi w Göteborgu wygrał pierwsze Grand Prix w karierze. Zdobył 20 punktów (1,3,3,2,2,3,6!).

### Życie prywatne
Brat Lassego Bjerre, również żużlowca.

## Przynależność klubowa
Polska
- Iskra Ostrów Wielkopolski (2001)
- Wybrzeże Gdańsk (2004)
- Stal Gorzów Wielkopolski (2005)
- WTS Wrocław (2006–2007)
- Stal Rzeszów (2008)
- Wybrzeże Gdańsk (2009)
- WTS Wrocław (2010–2011)
- Włókniarz Częstochowa (2012)
- Unia Leszno (2013–2014)
- Unia Tarnów (2015–2018)
- GKM Grudziądz (2019–2021)
- Polonia Bydgoszcz (2022–2023)
- Wilki Krosno (2024–)

## Starty w Grand Prix (indywidualnych mistrzostwach świata na żużlu)

### Zwycięstwa w poszczególnych zawodachGrand Prix
| Nr | Dzień  | Rok  | Nazwa              | Miejscowość | Tor                   | Długość toru |
| -- | ------ | ---- | ------------------ | ----------- | --------------------- | ------------ |
| 1. | 8 maja | 2010 | Grand Prix Szwecji | Göteborg    | Ullevi (sztuczny tor) | 404m         |

### Miejsca na podium
| Nr | Dzień       | Rok  | Nazwa                  | Miejscowość | Tor                      | Miejsce | Punkty | Biegi           | Zwycięzca       |
| -- | ----------- | ---- | ---------------------- | ----------- | ------------------------ | ------- | ------ | --------------- | --------------- |
| 1. | 1 sierpnia  | 2009 | Grand Prix Łotwy       | Dyneburg    | Latvijas spīdveja centrs | 2.      | 15     | (1,3,3,0,2,2,4) | Greg Hancock    |
| 2. | 29 sierpnia | 2009 | Grand Prix Nordyckie   | Vojens      | Speedway Center          | 3.      | 15     | (3,3,2,1,2,2,2) | Andreas Jonsson |
| 3. | 8 maja      | 2010 | Grand Prix Szwecji     | Göteborg    | Ullevi (sztuczny tor)    | 1.      | 20     | (1,3,3,2,2,3,6) | —               |
| 4. | 12 września | 2010 | Grand Prix Nordyckie   | Vojens      | Speedway Center          | 2.      | 17     | (2,2,2,2,2,3,4) | Tomasz Gollob   |
| 5. | 13 sierpnia | 2011 | Grand Prix Skandynawii | Målilla     | G&B Stadium              | 3.      | 16     | (2,3,3,3,w,3,2) | Jarosław Hampel |

### Punkty w poszczególnych zawodachGrand Prix
| Sezon 2004                   |                         |                         |                                |                                |                                 |                                |                                 |                                 |                          |                                 |                          |         |         |         |         |         |         |         |         |         |         |        |        |        |        |        |        |        |        |        |        |        |        |        |
| GP Szwecji – Sztokholm       | GP Czech – Praga        | GP Europy – Wrocław     | GP Wielkiej Brytanii – Cardiff | GP Danii – Kopenhaga           | GP Skandynawii – Göteborg       | GP Słowenii – Krško            | GP Polski – Bydgoszcz           | GP Norwegii – Hamar             | miejsce                  | miejsce                         | miejsce                  | miejsce | miejsce | miejsce | miejsce | miejsce | miejsce | miejsce | miejsce | miejsce | miejsce | punkty | punkty | punkty | punkty | punkty | punkty | punkty | punkty | punkty | punkty | punkty | punkty | punkty |
| –                            | –                       | –                       | –                              | 13                             | –                               | –                              | –                               | –                               | 23                       | 23                              | 23                       | 23      | 23      | 23      | 23      | 23      | 23      | 23      | 23      | 23      | 23      | 13     | 13     | 13     | 13     | 13     | 13     | 13     | 13     | 13     | 13     | 13     | 13     | 13     |
| Sezon 2005                   |                         |                         |                                |                                |                                 |                                |                                 |                                 |                          |                                 |                          |         |         |         |         |         |         |         |         |         |         |        |        |        |        |        |        |        |        |        |        |        |        |        |
| GP Europy – Wrocław          | GP Szwecji – Eskilstuna | GP Słowenii – Krško     | GP Wielkiej Brytanii – Cardiff | GP Danii – Kopenhaga           | GP Czech – Praga                | GP Skandynawii – Målilla       | GP Polski – Bydgoszcz           | GP Włoch – Lonigo               | miejsce                  | miejsce                         | miejsce                  | miejsce | miejsce | miejsce | miejsce | miejsce | miejsce | miejsce | miejsce | miejsce | miejsce | punkty | punkty | punkty | punkty | punkty | punkty | punkty | punkty | punkty | punkty | punkty | punkty | punkty |
| –                            | 8                       | 4                       | –                              | –                              | –                               | –                              | –                               | –                               | 17                       | 17                              | 17                       | 17      | 17      | 17      | 17      | 17      | 17      | 17      | 17      | 17      | 17      | 12     | 12     | 12     | 12     | 12     | 12     | 12     | 12     | 12     | 12     | 12     | 12     | 12     |
| Sezon 2006                   |                         |                         |                                |                                |                                 |                                |                                 |                                 |                          |                                 |                          |         |         |         |         |         |         |         |         |         |         |        |        |        |        |        |        |        |        |        |        |        |        |        |
| GP Słowenii – Krško          | GP Europy – Wrocław     | GP Szwecji – Eskilstuna | GP Wielkiej Brytanii – Cardiff | GP Danii – Kopenhaga           | GP Włoch – Lonigo               | GP Skandynawii – Målilla       | GP Czech – Praga                | GP Łotwy – Dyneburg             | GP Polski – Bydgoszcz    | miejsce                         | miejsce                  | miejsce | miejsce | miejsce | miejsce | miejsce | miejsce | miejsce | miejsce | miejsce | miejsce | punkty | punkty | punkty | punkty | punkty | punkty | punkty | punkty | punkty | punkty | punkty | punkty |        |
| –                            | –                       | –                       | –                              | 1                              | –                               | –                              | –                               | –                               | –                        | 26                              | 26                       | 26      | 26      | 26      | 26      | 26      | 26      | 26      | 26      | 26      | 26      | 1      | 1      | 1      | 1      | 1      | 1      | 1      | 1      | 1      | 1      | 1      | 1      |        |
| Sezon 2007                   |                         |                         |                                |                                |                                 |                                |                                 |                                 |                          |                                 |                          |         |         |         |         |         |         |         |         |         |         |        |        |        |        |        |        |        |        |        |        |        |        |        |
| GP Włoch – Lonigo            | GP Europy – Wrocław     | GP Szwecji – Eskilstuna | GP Danii – Kopenhaga           | GP Wielkiej Brytanii – Cardiff | GP Czech – Praga                | GP Skandynawii – Målilla       | GP Łotwy – Dyneburg             | GP Polski – Bydgoszcz           | GP Słowenii – Krško      | GP Niemiec – Gelsenkirchen      | miejsce                  | miejsce | miejsce | miejsce | miejsce | miejsce | miejsce | miejsce | miejsce | miejsce | miejsce | punkty | punkty | punkty | punkty | punkty | punkty | punkty | punkty | punkty | punkty | punkty |        |        |
| –                            | –                       | –                       | 10                             | –                              | –                               | –                              | –                               | –                               | –                        | –                               | 19                       | 19      | 19      | 19      | 19      | 19      | 19      | 19      | 19      | 19      | 19      | 10     | 10     | 10     | 10     | 10     | 10     | 10     | 10     | 10     | 10     | 10     |        |        |
| Sezon 2008                   |                         |                         |                                |                                |                                 |                                |                                 |                                 |                          |                                 |                          |         |         |         |         |         |         |         |         |         |         |        |        |        |        |        |        |        |        |        |        |        |        |        |
| GP Słowenii – Krško          | GP Europy – Leszno      | GP Szwecji – Göteborg   | GP Danii – Kopenhaga           | GP Wielkiej Brytanii – Cardiff | GP Czech – Praga                | GP Skandynawii – Målilla       | GP Łotwy – Dyneburg             | GP Polski – Bydgoszcz           | GP Włoch – Lonigo        | GP Finał – Bydgoszcz            | miejsce                  | miejsce | miejsce | miejsce | miejsce | miejsce | miejsce | miejsce | miejsce | miejsce | miejsce | punkty | punkty | punkty | punkty | punkty | punkty | punkty | punkty | punkty | punkty | punkty |        |        |
| –                            | –                       | –                       | 11                             | –                              | –                               | –                              | –                               | –                               | –                        | –                               | 17                       | 17      | 17      | 17      | 17      | 17      | 17      | 17      | 17      | 17      | 17      | 11     | 11     | 11     | 11     | 11     | 11     | 11     | 11     | 11     | 11     | 11     |        |        |
| Sezon 2009                   |                         |                         |                                |                                |                                 |                                |                                 |                                 |                          |                                 |                          |         |         |         |         |         |         |         |         |         |         |        |        |        |        |        |        |        |        |        |        |        |        |        |
| GP Czech – Praga             | GP Europy – Leszno      | GP Szwecji – Göteborg   | GP Danii – Kopenhaga           | GP Wielkiej Brytanii – Cardiff | GP Łotwy – Dyneburg             | GP Skandynawii – Målilla       | GP Nordyckie – Vojens           | GP Słowenii – Krško             | GP Włoch – Terenzano     | GP Polski – Bydgoszcz           | miejsce                  | miejsce | miejsce | miejsce | miejsce | miejsce | miejsce | miejsce | miejsce | miejsce | miejsce | punkty | punkty | punkty | punkty | punkty | punkty | punkty | punkty | punkty | punkty | punkty |        |        |
| 10                           | 5                       | 8                       | 8                              | 7                              | 15                              | 10                             | 15                              | 7                               | 5                        | 8                               | 8                        | 8       | 8       | 8       | 8       | 8       | 8       | 8       | 8       | 8       | 8       | 98     | 98     | 98     | 98     | 98     | 98     | 98     | 98     | 98     | 98     | 98     |        |        |
| Sezon 2010                   |                         |                         |                                |                                |                                 |                                |                                 |                                 |                          |                                 |                          |         |         |         |         |         |         |         |         |         |         |        |        |        |        |        |        |        |        |        |        |        |        |        |
| GP Europy – Leszno           | GP Szwecji – Göteborg   | GP Czech – Praga        | GP Danii – Kopenhaga           | GP Polski – Toruń              | GP Wielkiej Brytanii – Cardiff  | GP Skandynawii – Målilla       | GP Chorwacji – Gorican          | GP Nordyckie – Vojens           | GP Włoch – Terenzano     | GP Polski – Bydgoszcz           | miejsce                  | miejsce | miejsce | miejsce | miejsce | miejsce | miejsce | miejsce | miejsce | miejsce | miejsce | punkty | punkty | punkty | punkty | punkty | punkty | punkty | punkty | punkty | punkty | punkty |        |        |
| 10                           | 20                      | 12                      | 13                             | 4                              | 7                               | 9                              | 6                               | 17                              | 4                        | 4                               | 7                        | 7       | 7       | 7       | 7       | 7       | 7       | 7       | 7       | 7       | 7       | 106    | 106    | 106    | 106    | 106    | 106    | 106    | 106    | 106    | 106    | 106    |        |        |
| Sezon 2011                   |                         |                         |                                |                                |                                 |                                |                                 |                                 |                          |                                 |                          |         |         |         |         |         |         |         |         |         |         |        |        |        |        |        |        |        |        |        |        |        |        |        |
| GP Europy – Leszno           | GP Szwecji – Göteborg   | GP Czech – Praga        | GP Danii – Kopenhaga           | GP Wielkiej Brytanii – Cardiff | GP Włoch – Terenzano            | GP Skandynawii – Målilla       | GP Polski – Toruń               | GP Nordyckie – Vojens           | GP Chorwacji – Gorican   | GP Polski – Gorzów Wielkopolski | miejsce                  | miejsce | miejsce | miejsce | miejsce | miejsce | miejsce | miejsce | miejsce | miejsce | miejsce | punkty | punkty | punkty | punkty | punkty | punkty | punkty | punkty | punkty | punkty | punkty |        |        |
| 10                           | 2                       | 9                       | 6                              | 11                             | 12                              | 16                             | 6                               | 13                              | 12                       | 4                               | 7                        | 7       | 7       | 7       | 7       | 7       | 7       | 7       | 7       | 7       | 7       | 101    | 101    | 101    | 101    | 101    | 101    | 101    | 101    | 101    | 101    | 101    |        |        |
| Sezon 2012                   |                         |                         |                                |                                |                                 |                                |                                 |                                 |                          |                                 |                          |         |         |         |         |         |         |         |         |         |         |        |        |        |        |        |        |        |        |        |        |        |        |        |
| GP Nowej Zelandii – Auckland | GP Europy – Leszno      | GP Czech – Praga        | GP Szwecji – Göteborg          | GP Danii – Kopenhaga           | GP Polski – Gorzów Wielkopolski | GP Chorwacji – Gorican         | GP Włoch – Terenzano            | GP Wielkiej Brytanii – Cardiff  | GP Skandynawii – Målilla | GP Nordyckie – Vojens           | GP Polski – Toruń        | miejsce | miejsce | miejsce | miejsce | miejsce | miejsce | miejsce | miejsce | miejsce | miejsce | punkty | punkty | punkty | punkty | punkty | punkty | punkty | punkty | punkty | punkty |        |        |        |
| 4                            | 8                       | 3                       | 5                              | 5                              | 3                               | 7                              | 6                               | –                               | –                        | –                               | –                        | 16      | 16      | 16      | 16      | 16      | 16      | 16      | 16      | 16      | 16      | 41     | 41     | 41     | 41     | 41     | 41     | 41     | 41     | 41     | 41     |        |        |        |
| Sezon 2014                   |                         |                         |                                |                                |                                 |                                |                                 |                                 |                          |                                 |                          |         |         |         |         |         |         |         |         |         |         |        |        |        |        |        |        |        |        |        |        |        |        |        |
| GP Nowej Zelandii – Auckland | GP Europy – Bydgoszcz   | GP Finlandii – Tampere  | GP Czech – Praga               | GP Szwecji – Målilla           | GP Danii – Kopenhaga            | GP Wielkiej Brytanii – Cardiff | GP Łotwy – Dyneburg             | GP Polski – Gorzów Wielkopolski | GP Nordyckie – Vojens    | GP Skandynawii – Solna          | GP Polski – Toruń        | miejsce | miejsce | miejsce | miejsce | miejsce | miejsce | miejsce | miejsce | miejsce | miejsce | punkty | punkty | punkty | punkty | punkty | punkty | punkty | punkty | punkty | punkty |        |        |        |
| 11                           | 4                       | 3                       | 4                              | 10                             | 3                               | 4                              | 11                              | 10                              | 10                       | 1                               | 8                        | 13      | 13      | 13      | 13      | 13      | 13      | 13      | 13      | 13      | 13      | 79     | 79     | 79     | 79     | 79     | 79     | 79     | 79     | 79     | 79     |        |        |        |
| Sezon 2017                   |                         |                         |                                |                                |                                 |                                |                                 |                                 |                          |                                 |                          |         |         |         |         |         |         |         |         |         |         |        |        |        |        |        |        |        |        |        |        |        |        |        |
| GP Słowenii – Krško          | GP Polski – Warszawa    | GP Łotwy – Dyneburg     | GP Czech – Praga               | GP Danii – Horsens             | GP Wielkiej Brytanii – Cardiff  | GP Szwecji – Målilla           | GP Polski – Gorzów Wielkopolski | GP Niemiec – Teterow            | GP Sztokholmu – Solna    | GP Polski – Toruń               | GP Australii – Melbourne | miejsce | miejsce | miejsce | miejsce | miejsce | miejsce | miejsce | miejsce | miejsce | miejsce | punkty | punkty | punkty | punkty | punkty | punkty | punkty | punkty | punkty | punkty |        |        |        |
| –                            | –                       | –                       | –                              | 7                              | –                               | –                              | –                               | –                               | –                        | –                               | –                        | 23      | 23      | 23      | 23      | 23      | 23      | 23      | 23      | 23      | 23      | 7      | 7      | 7      | 7      | 7      | 7      | 7      | 7      | 7      | 7      |        |        |        |

| Statystyki        | Statystyki |
| ----------------- | ---------- |
| Starty            | 63         |
| Zwycięstwa        | 1          |
| Miejsca na podium | 5          |
| Finalista         | 9          |
| Punkty            | 479        |